# Nouvion-le-Comte
Nouvion-le-Comte és un municipi francès situat al departament de l'Aisne i a la regió dels Alts de França. L'any 2007 tenia 275 habitants.

## Demografia

### Població
El 2007 la població de fet de Nouvion-le-Comte era de 275 persones. Hi havia 106 famílies de les quals 32 eren unipersonals (20 homes vivint sols i 12 dones vivint soles), 35 parelles sense fills, 31 parelles amb fills i 8 famílies monoparentals amb fills.
La població ha evolucionat segons el següent gràfic:
Habitants censats

### Habitatges
El 2007 hi havia 124 habitatges, 113 eren l'habitatge principal de la família, 8 eren segones residències i 3 estaven desocupats. 115 eren cases i 8 eren apartaments. Dels 113 habitatges principals, 87 estaven ocupats pels seus propietaris, 21 estaven llogats i ocupats pels llogaters i 6 estaven cedits a títol gratuït; 6 tenien dues cambres, 17 en tenien tres, 22 en tenien quatre i 69 en tenien cinc o més. 96 habitatges disposaven pel capbaix d'una plaça de pàrquing. A 45 habitatges hi havia un automòbil i a 50 n'hi havia dos o més.

### Piràmide de població
La piràmide de població per edats i sexe el 2009 era:
| Homes | Edats   | Dones |
| ----- | ------- | ----- |
| 0     | 95 o +  | 0     |
| 0     | 90 a 94 | 0     |
| 4     | 85 a 89 | 4     |
| 0     | 80 a 84 | 4     |
| 8     | 75 a 79 | 12    |
| 4     | 70 a 74 | 0     |
| 16    | 65 a 69 | 8     |
| 4     | 60 a 64 | 4     |
| 12    | 55 a 59 | 4     |
| 8     | 50 a 54 | 12    |
| 8     | 45 a 49 | 16    |
| 8     | 40 a 44 | 12    |
| 8     | 35 a 39 | 4     |
| 12    | 30 a 34 | 12    |
| 4     | 25 a 29 | 4     |
| 4     | 20 a 24 | 4     |
| 8     | 15 a 19 | 4     |
| 8     | 10 a 14 | 20    |
| 8     | 5 a 9   | 4     |
| 8     | 0 a 4   | 4     |

## Economia
El 2007 la població en edat de treballar era de 180 persones, 119 eren actives i 61 eren inactives. De les 119 persones actives 111 estaven ocupades (64 homes i 47 dones) i 8 estaven aturades (2 homes i 6 dones). De les 61 persones inactives 16 estaven jubilades, 27 estaven estudiant i 18 estaven classificades com a «altres inactius».

### Ingressos
El 2009 a Nouvion-le-Comte hi havia 113 unitats fiscals que integraven 273 persones, la mediana anual d'ingressos fiscals per persona era de 17.651 €.

### Activitats econòmiques
Dels 8 establiments que hi havia el 2007, 1 era d'una empresa de fabricació d'altres productes industrials, 2 d'empreses de construcció, 2 d'empreses de comerç i reparació d'automòbils, 1 d'una empresa d'hostatgeria i restauració i 2 d'empreses immobiliàries.
Els 2 serveis als particulars que hi havia el 2009 eren paletes.
L'any 2000 a Nouvion-le-Comte hi havia 9 explotacions agrícoles.

## Equipaments sanitaris i escolars
El 2009 hi havia una escola elemental integrada dins d'un grup escolar amb les comunes properes formant una escola dispersa.

## Poblacions més properes
El següent diagrama mostra les poblacions més properes.